# Landelles-et-Coupigny

Landelles-et-Coupigny este o comună în departamentul Calvados, Franța. În 1 ianuarie 2022 avea o populație de 827 de locuitori.